# مارك ويذرسبون
مارك ويذرسبون (بالإنجليزية: Mark Witherspoon) هو منافس ألعاب قوى أمريكي، ولد في 3 سبتمبر 1963 في شيكاغو في الولايات المتحدة.

## وصلات خارجية
- مارك ويذرسبون على موقع الاتحاد الدولي لألعاب القوى (الإنجليزية)
- مارك ويذرسبون على موقع أوليمبيديا (الإنجليزية)